# Europeiskt Nätverk för Avantgarde- och Modernismstudier
Europeiskt Nätverk för Avantgarde- och Modernismstudier (EAM) är ett europeiskt forskningsnätverk för att främja studiet av avantgarde och modernism i Europa i en global ram, från 1800- och 1900-talet fram till idag. EAM stöttar interdisciplinär och intermedial forskning på experimentell estetik och poetik, och stödjer intresset för de kulturella dimensionerna av och kontexten för avantgarde och modernism. Nätverkets intresseområde omfattar hela det heterogena fältet för avantgarde- och modernismstudier, och involverar alla de forskare som engagerar sig inom dessa forskningsområden. Nätverket planerar återkommande konferenser vartannat år, där den första konstituerande konferensen arrangerades av Sascha Bru i Gent i maj 2008. Tania Ørum, Köpenhamns universitet, är president för nätverket under 2007–2008; Peter Nicholls, Universitetet i Sussex leder publiceringskommissionen; och Per Bäckström, Universitetet i Tromsø, leder medlemskommissionen.
Nätverket är trespråkigt, med engelska, franska och tyska som huvudspråk – European Network for Avant-Garde and Modernism Studies, Réseau européen de recherche sur l’avant-garde et le modernisme, Europäische Netzwerk für Studien zu Avantgarde und Moderne.